# Tommy Godwin
Thomas Charles Godwin, detto Tommy (5 novembre 1920 – Solihull, 3 novembre 2012), è stato un pistard britannico.

## Palmarès
- Giochi olimpici

Londra 1948: bronzo nel chilometro a cronometro, bronzo nell'inseguimento a squadre.